# 立野留志子
立野 留志子（たての るしこ、1919年 - 2009年10月27日）は、フランソア喫茶室の2代目主人である。夫は社会主義者の立野正一。
福井県武生1919年生まれ。
兄は佐藤晴行　日本画家
兄の紹介で16歳の時に、京都のフランソア喫茶室にウエイトレスとして勤務。戦時中は物資不足でコーヒーのかわりに番茶を提供して営業を続けた。
徴兵で知り合った永井東三郎（洋画家）と晴行は、結婚していた留志子に会いにフランソワへ通った。
晩年、パーキンソン病を患った。
| スタブアイコン | サブスタブ | この項目は、まだ閲覧者の調べものの参照としては役立たない、人物に関連した書きかけの項目です。この項目を加筆・訂正などしてくださる協力者を求めています（P:人物伝/PJ:人物伝）。 |